# Lennard Sowah
Lennard Adjetey Sowah (født 23. august 1992 i Hamborg, Tyskland) er en tysk fodboldspiller med ghanesiske rødder, der spiller for Cracovia i Polen.

## Klubkarriere

### Portsmouth FC
Sowah skiftede til Portsmouth som ynglingespiller fra Arsenal. Han spillede et år på klubbens U18 trup, inden han blev rykket op på senior truppen. Her spillede han delvist både for første senior samt reserve holdet.
Han fik sin Premier League debut for Portsmouth i april 2010 imod Blackburn Rovers, da han kom på banen fra bænken og erstattede Richard Hughes.

### Hamburger SV
Den 6. juli 2014 skrev Sowah kontrakt med Hamburger SV, og vendte dermed tilbage til Tyskland. Sowah spillede 44 kampe for reserveholdet, og spillede ingen kampe for førsteholdet. Dog sad han på bænken i en kamp for førsteholdet i 2010/11 sæsonen.
Fra den 31. januar 2012 til den 30. juni 2012 var Sowah udlånt til Millwall formentlig grundet ingen førsteholds spilletid i Hamburger. Her blev udsigten til førestholds spilletid ikke ret bedre, da han ikke spillede en eneste førsteholds kamp.
I sommeren 2013 var Sowah til prøvetræning i AaB.

### FC Vestsjælland
Den 22. juni 2014 skrev Sowah under på en 1-årig kontrakt med FC Vestsjælland. Skiftet foregik dog først den 1. juli 2014.